# Gazān Band
Gazān Band (persiska: گزان بند) är en ort i Iran.   Den ligger i provinsen Östazarbaijan, i den nordvästra delen av landet, 500 km nordväst om huvudstaden Teheran. Gazān Band ligger 1 890 meter över havet och antalet invånare är 255.
Terrängen runt Gazān Band är kuperad. Runt Gazān Band är det ganska glesbefolkat, med 27 invånare per kvadratkilometer. Närmaste större samhälle är Gūyjeh-ye Solţān, 11,8 km öster om Gazān Band. Trakten runt Gazān Band består i huvudsak av gräsmarker.